# Tillandsia complanata
Tillandsia complanata es una especie de planta epífita dentro del género  Tillandsia, perteneciente a la  familia de las bromeliáceas.

## Descripción
Son plantas epífitas que alcanza un tamaño de hasta  35 cm en flor, acaules. Hojas de 20-35 cm; vainas 4-5 cm de ancho, pajizo pálido, raramente variadamente matizadas de pardo, densa y diminutamente adpreso lepidotas con escamas pardas centralmente; láminas 2-5 cm de ancho, lisas a finamente nervadas, glabras a esparcidamente lepidotas con escamas pardas centralmente en el haz, glaucas a moderadamente lepidotas con escamas pardas centralmente en el envés, liguladas, agudas y apiculadas a acuminadas. Escapo 20-30 cm, más corto que las hojas, decurvado; brácteas a menudo más cortas que los entrenudos, raramente hasta 2 veces más largas, vaginiformes, amplexicaules. Inflorescencias 3-6(-8) cm, simples, múltiples, laterales, de ligera a marcadamente péndulas, con 4-6(-24) flores. Brácteas florales 1.5-2.5 cm, más largas que los sépalos, imbricadas, erectas en la antesis, divergentes en la fructificación, ecarinadas o ampliamente subcarinadas apicalmente, nervadas, glabras, subcoriáceas a coriáceas. Flores sésiles; sépalos 1-1.5 cm, casi lisos a inconspicuamente finamente nervados, subcoriáceos, glabros, los 2 posteriores carinados y connatos por la mayor parte de su longitud, libres del sépalo anterior ecarinado; pétalos rosados a azules o purpúreos. Los frutos son cápsulas de 4 cm.

## Distribución
Es originaria de Bolivia, Perú, norte de Brasil, Colombia, Guyana, Costa Rica, Panamá, Cuba, Jamaica, Trinidad, Venezuela y Ecuador.

## Taxonomía
Tillandsia complanata fue descrita por George Bentham y publicado en The Botany of the Voyage of H.M.S. Sulphur 173. 1844[1846].
Etimología
Tillandsia: nombre genérico que fue nombrado por Carlos Linneo en 1738 en honor al médico y botánico finlandés Dr. Elias Tillandz (originalmente Tillander) (1640-1693).
complanata: epíteto latíno que significa "aplanada"
Sinonimia
- Platystachys complanata (Benth.) E.Morren
- Tillandsia axillaris Griseb.
- Tillandsia complanata subsp. complanata
- Tillandsia complanata subsp. latifolia Gilmartin	[9][10]